# Oltósy Pál
Oltósy Pál (Ojtóssy, 1861-ig Langecker, Lonnecker; Nagymarton, 1818. - Esztergom, 1894. augusztus 27.) 48-as százados, a magyar meggyfa-termesztés megteremtője, a szipkagyár alapítója.

## Élete
Esztergályos mester és gyümölcskertész Esztergomban. Felesége Kresselbauer Katalin (? -Esztergom, 1896).
Szentgyörgymezőn 1836-ban telepedett le.
1848 szeptemberétől az esztergomi önkéntes nemzetőrszázad főhadnagya, alakulatával a komáromi várőrséghez vezényelték. A vár első körülzárása során (1849. január - április) több alkalommal futárszolgálatot teljesített a császári csapatokon át Komárom és Debrecen között. Áprilistól főhadnagy a 64. honvédzászlóalj állományában és a várbeli tűzőrség (Feuerpiquet) parancsnoka. Később az egyik komáromi kórház parancsnoka lett. 1849 szeptemberében e beosztásában Klapka György tábornok századossá léptette elő.
Az 1850-es években pipagyártó üzemet alapított Esztergomban, mellyel nemzetközi hírnevet szerzett és meggazdagodott. 1874-ben szentgyörgymezei meggyfatelepét (később Fatömegcikk Ipari Vállalat) fiára, Ferencre bízta. 1882-ben magyarosította családi nevét.
A kiegyezés után az Esztergom vármegyei Honvédegylet tagja volt. 

## Emlékezete
- 1893 Szentgyörgymező díszpolgára

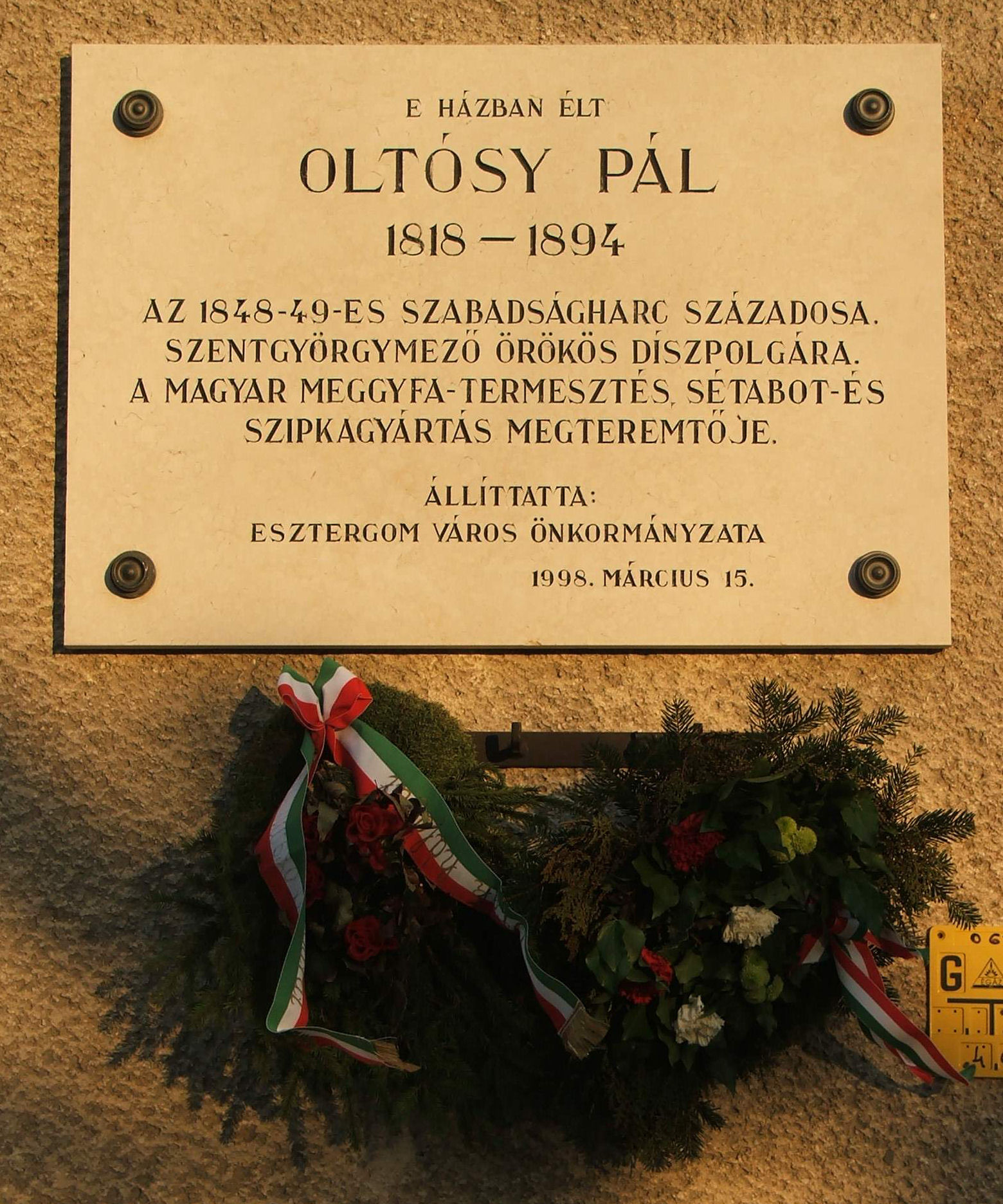

- 1998 Emléktábla Esztergomban, Szentgyörgymező, 48-as tér 6.
- Oltósy Pál utca[2]
- 1896 Oltósy Pál emlékkönyv. Esztergom